# Forces Armées CA
Forces Armées Centrafricaine Bangui w skrócie Forces Armées CA – środkowoafrykański klub piłkarski grający niegdyś w środkowoafrykańskiej pierwszej lidze, mający siedzibę w mieście Bangi.

## Sukcesy
- I liga[1]:
  - mistrzostwo (2): 1991, 1995.

- Puchar Republiki Środkowoafrykańskiej[2]:
  - zwycięstwo (2): 1990, 1994.

## Występy w afrykańskich pucharach
| Sezon | Rozgrywki                 | Runda   | Kraj    | Klub                   | Dom | Wyjazd | Dwumecz |
| ----- | ------------------------- | ------- | ------- | ---------------------- | --- | ------ | ------- |
| 1991  | Puchar Zdobywców Pucharów | wstępna | Niger   | Olympic FC de Niamey   | 1–3 | 1–5    | 2–8     |
| 1992  | Puchar Mistrzów           | wstępna | Czad    | Tourbillon FC          | 1–1 | 0–0    | 1–1     |
| 1996  | Puchar Mistrzów           | wstępna | Burundi | Maniema Fantastique FC | 0–4 | –      | 0–4     |

## Stadion
Domowe mecze klub rozgrywa na stadionie o nazwie Barthélemy Boganda Stadium w Bangi, który może pomieścić 20 000 widzów.